# Tongdaewŏn-guyŏk
Tongdaewŏn-guyŏk (koreanska: 동대원구역) är en kommun i Nordkorea.   Den ligger i provinsen Pyongyang, i den sydvästra delen av landet. Huvudstaden Pyongyang ligger i Tongdaewŏn-guyŏk.